# 條紋南鰍
條紋南鰍（學名：Schistura fasciata）為輻鰭魚綱鯉形目條鰍科南鰍屬的其中一種。分布於亞洲印度曼尼普爾邦巴拉克河流域，本魚體延長，具觸鬚3對，身體上有11-13條暗褐色橫條，以淡黃色為底色，橫條排列規則，常融合於背中線，橫條寬度大於間隙寬度，側線不完整，垂直於臀鰭基部後端；背鰭基部三個黑點，背鰭軟條11枚，臀鰭軟條8枚，體長可達7.1公分，棲息在河川底中層水域，生活習性不明。

## 扩展阅读
維基物種上的相關：條紋南鰍